# 阿森斯 (紐約村)
阿森斯（英語：Athens）是位於美國紐約州格林縣的村。

## 人口
根據2020年美國人口普查的數據，阿森斯的面積為11.93平方千米，當中陸地面積為8.86平方千米，而水域面積為3.07平方千米。當地共有人口1586人，而人口密度為每平方千米133人。